# Leichtathletik-Europameisterschaften 2010/20 km Gehen der Frauen

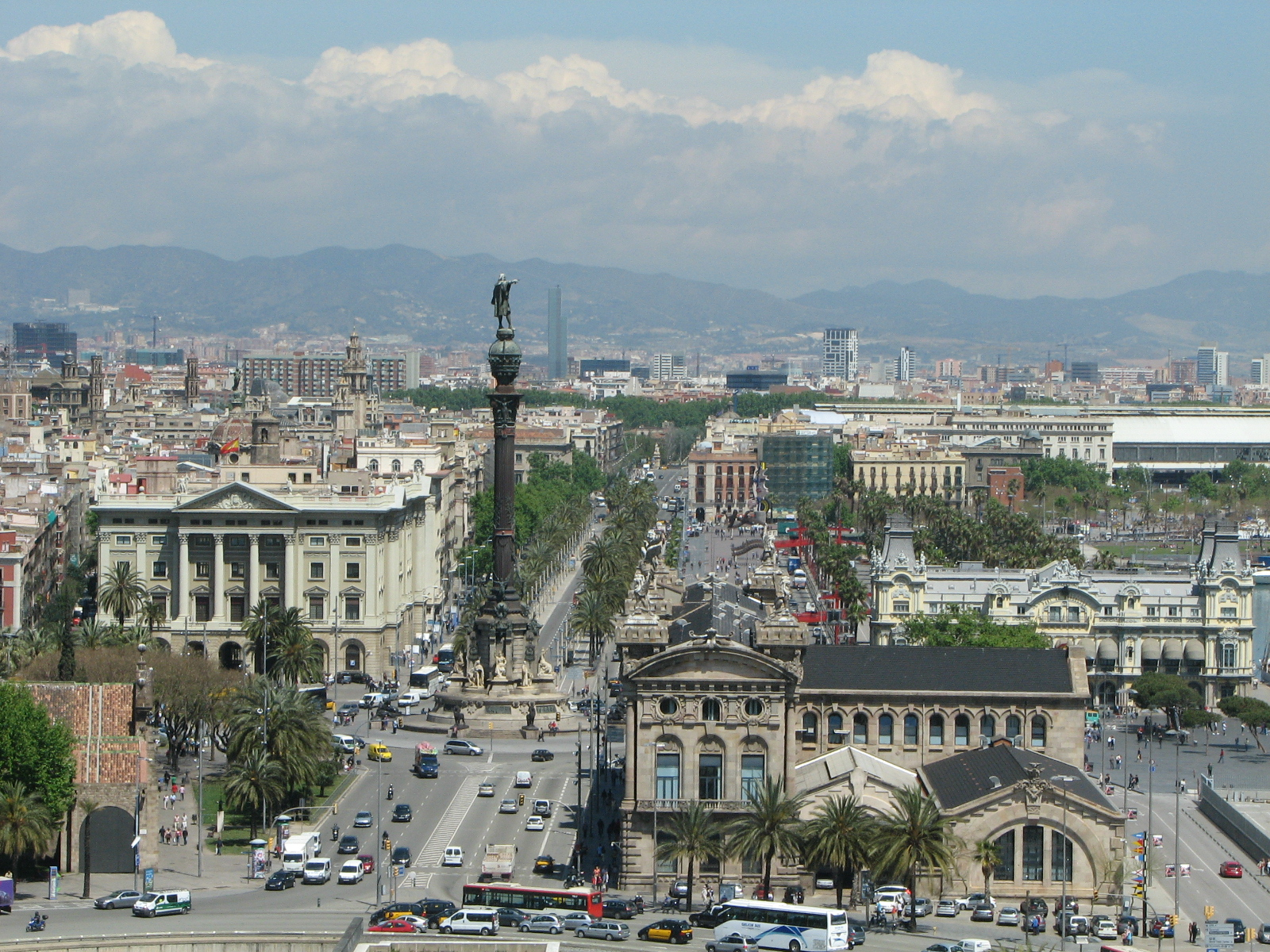
Blick auf Barcelona im Jahr 2008

Das 20-km-Gehen der Frauen bei den Leichtathletik-Europameisterschaften 2010 wurde am 28. Juli 2010 in den Straßen der spanischen Stadt Barcelona ausgetragen.
In diesem Wettbewerb errangen die russischen Geherinnen einen Doppelsieg. Europameisterin wurde die WM-Dritte von 2009 Anisja Kirdjapkina. Sie siegte vor Wera Sokolowa. Die Deutsche Melanie Seeger errang die Bronzemedaille.

## Bestehende Rekorde
Anmerkung:

Die früher bestehende Praxis, Rekorde im Marathonlauf und Straßengehen wegen der unterschiedlichen Streckenbeschaffenheiten mit Ausnahme von Meisterschaftsrekorden nicht zu führen, wurde seit dem Jahr 2003 nicht mehr angewendet. Seitdem gibt es auch in diesen Straßenwettbewerben offizielle Rekorde.
| Weltrekord           | 1:25:41 h | Olimpiada Iwanowa | Helsinki, Finnland      | 7. August 2005 |
| Europabestzeit       | 1:25:41 h | Olimpiada Iwanowa | Helsinki, Finnland      | 7. August 2005 |
| Meisterschaftsrekord | 1:26:42 h | Olimpiada Iwanowa | EM München, Deutschland | 7. August 2002 |

Der bestehende EM-Rekord wurde bei diesen Europameisterschaften nicht erreicht. Mit ihrer Siegzeit von 1:28:55 h blieb die russische Europameisterin Anisja Kirdjapkina 2:31 min über dem Rekord. Zum Welt- und Europarekord fehlten ihr 2:50 min.

## Doping
Für die ursprünglich als Erste eingekommene Russin Olga Kaniskina wurden nach einem Urteil des Internationalen Sportgerichtshofs CAS vom März 2016 alle Ergebnisse zwischen dem 5. August 2009 und dem 15. Oktober 2012 wegen Dopingmissbrauchs annulliert.
Auch hier blieb der Dopingbetrug nicht ohne Folgen für andere Teilnehmerinnen. Besonders zwei Athletinnen waren betroffen:
- Die russische Anisja Kirdjapkina erhielt ihre Goldmedaille erst, als die Europameisterschaften längst beendet waren.
- Die deutsche Bronzemedaillengewinnerin Melanie Seeger musste ebenfalls lange auf ihre Medaille warten. An der Siegerehrung konnte sie nicht teilnehmen, Förder- und Sponsorengelder entgingen ihr.

## Durchführung
Hier gab es keine Vorrunde, alle 22 Geherinnen traten gemeinsam zum Finale an.

## Legende
Kurze Übersicht zur Bedeutung der Symbolik – so üblicherweise auch in sonstigen Veröffentlichungen verwendet:
| DNF | Wettkampf nicht beendet (did not finish) |
| DNS | nicht am Start (did not start)           |
| DSQ | disqualifiziert                          |
| DOP | wegen Dopingvergehens disqualifiziert    |

## Ergebnis
28. Juli 2010, 8:05 Uhr
| Platz | Name                       | Nation         | Zeit (h) |
| ----- | -------------------------- | -------------- | -------- |
| 1     | Anisja Kirdjapkina         | Russland       | 1:28:55  |
| 2     | Wera Sokolowa              | Russland       | 1:29:32  |
| 3     | Melanie Seeger             | Deutschland    | 1:29:43  |
| 4     | Beatriz Pascual            | Spanien        | 1:29:52  |
| 5     | Vera Santos                | Portugal       | 1:30:52  |
| 6     | Kristina Saltanovič        | Litauen        | 1:31:40  |
| 7     | Ana Cabecinha              | Portugal       | 1:31:48  |
| 8     | Inês Henriques             | Portugal       | 1:32:26  |
| 9     | Jo Atkinson                | Großbritannien | 1:33:33  |
| 10    | María José Poves           | Spanien        | 1:34:19  |
| 11    | Agnieszka Dygacz           | Polen          | 1:34:51  |
| 12    | Brigita Virbalytė-Dimšienė | Litauen        | 1:35:00  |
| 13    | Nastassja Jazewitsch       | Belarus        | 1:36:59  |
| 14    | Neringa Aidietytė          | Litauen        | 1:37:32  |
| 15    | Lucie Pelantová            | Tschechien     | 1:41:35  |
| DNF   | Olive Loughnane            | Irland         |          |
| DNF   | Zuzana Malíková            | Slowakei       |          |
| DNF   | Elina Matwejuk             | Belarus        |          |
| DNF   | María Vasco                | Spanien        |          |
| DSQ   | Paulina Buziak             | Polen          |          |
| DSQ   | Sibilla Di Vincenzo        | Italien        |          |
| DOP   | Olga Kaniskina             | Russland       | 1:27:44  |

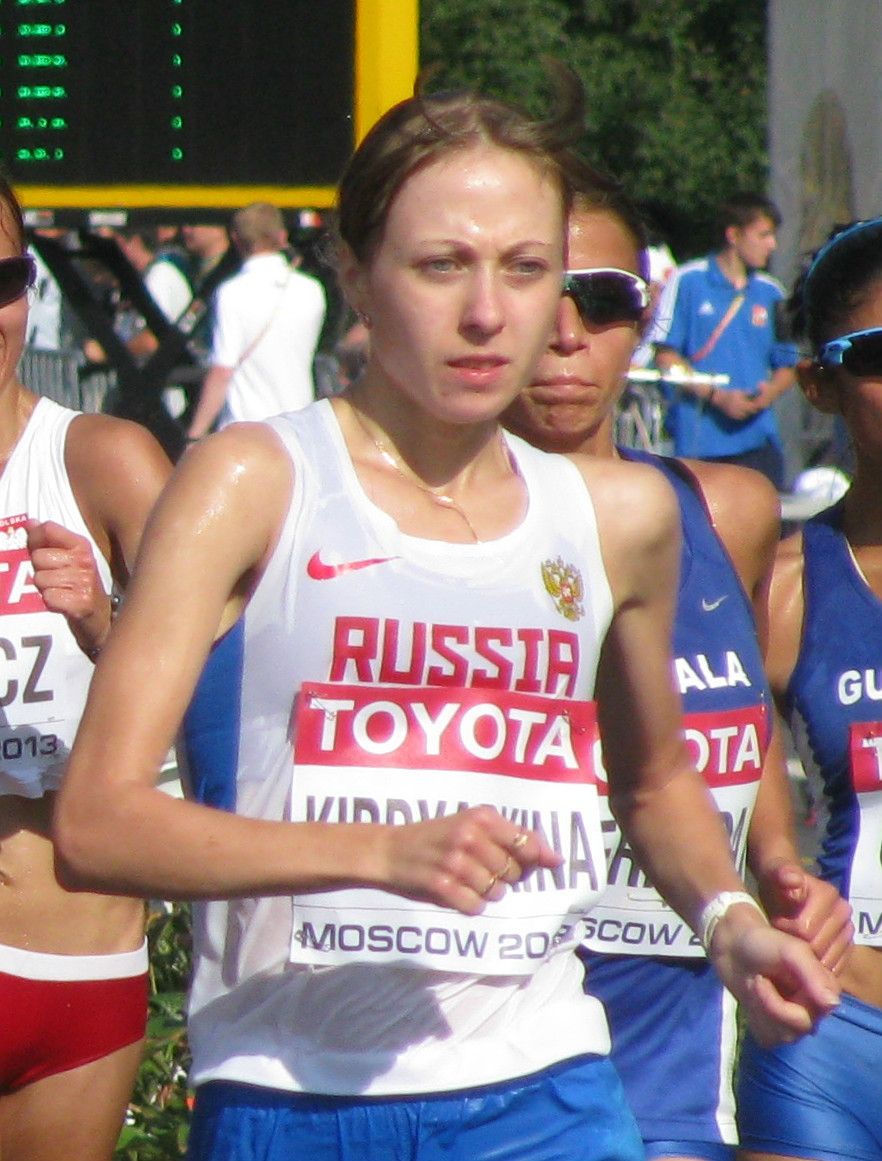
2009 WM-Dritte und nun Europameisterin: Anisja Kirdjapkina

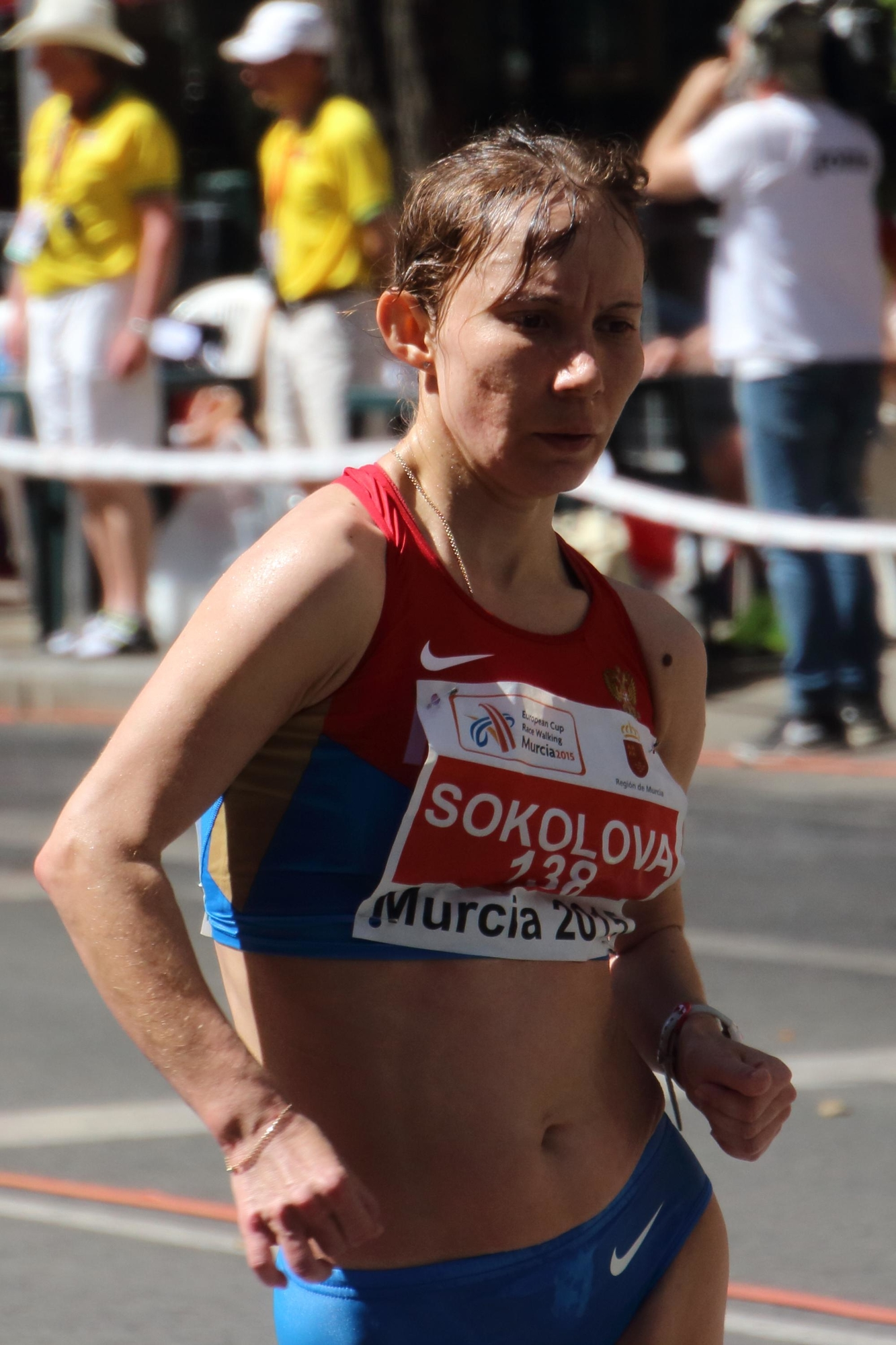
Vizeeuropameisterin Wera Sokolowa

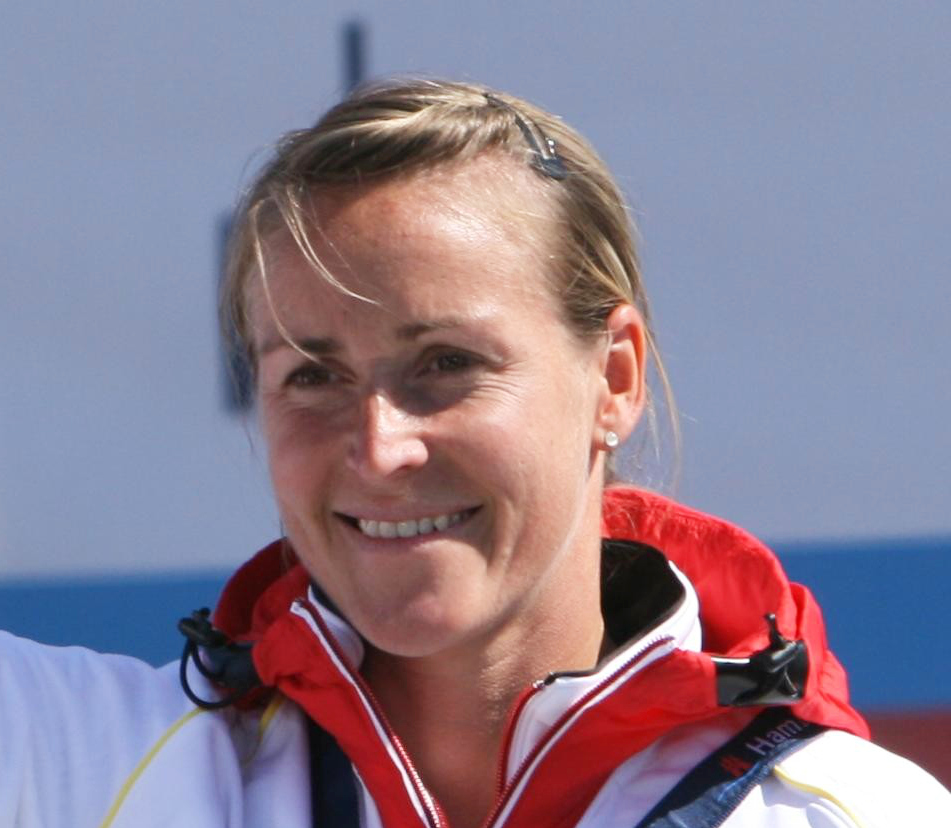
Bronzemedaillengewinnerin Melanie Seeger
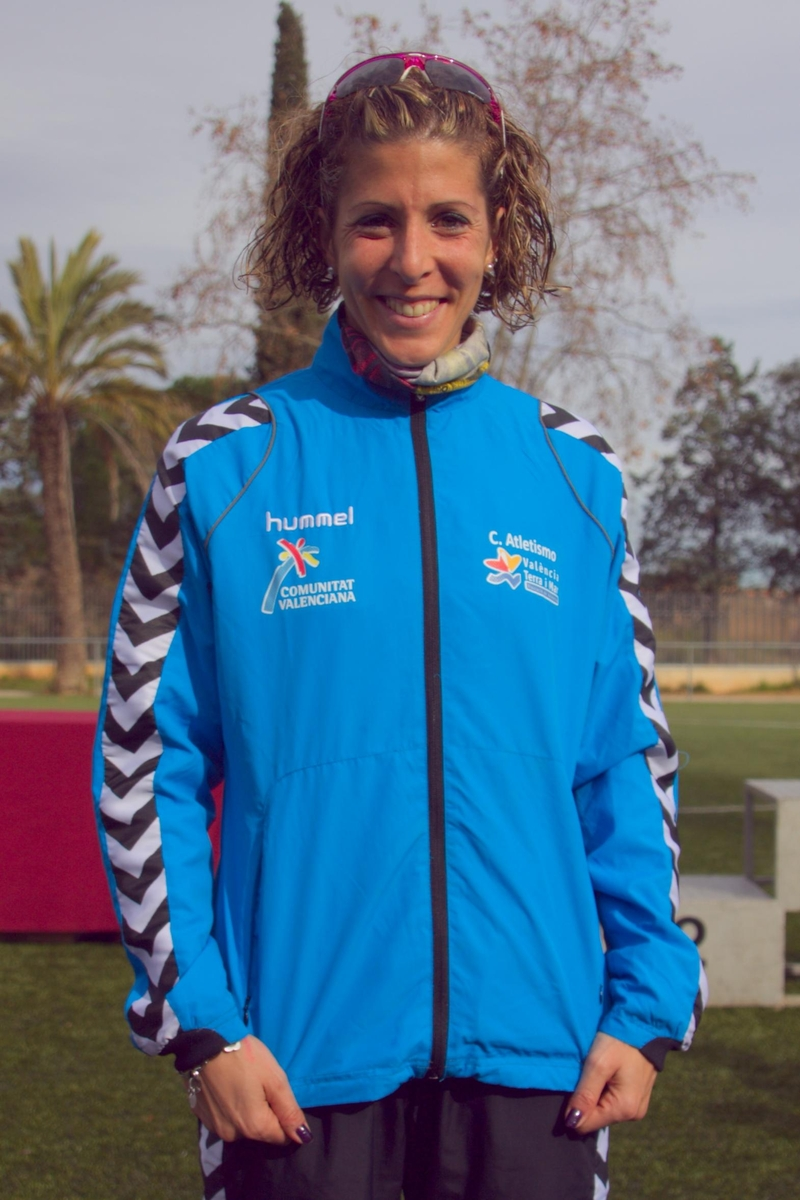
Beatriz Pascual kam auf den vierten Platz
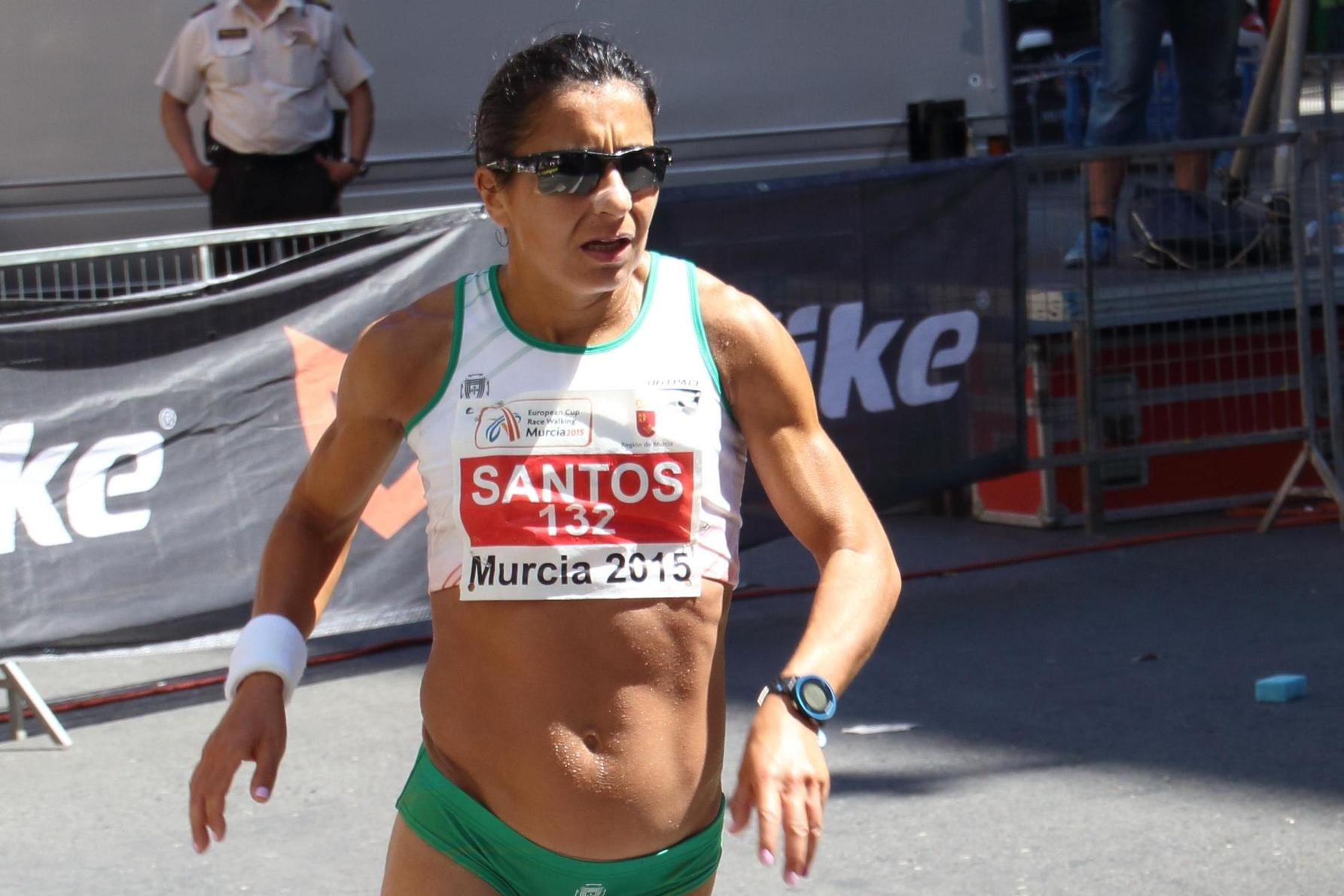
Vera Santos belegte Rang fünf
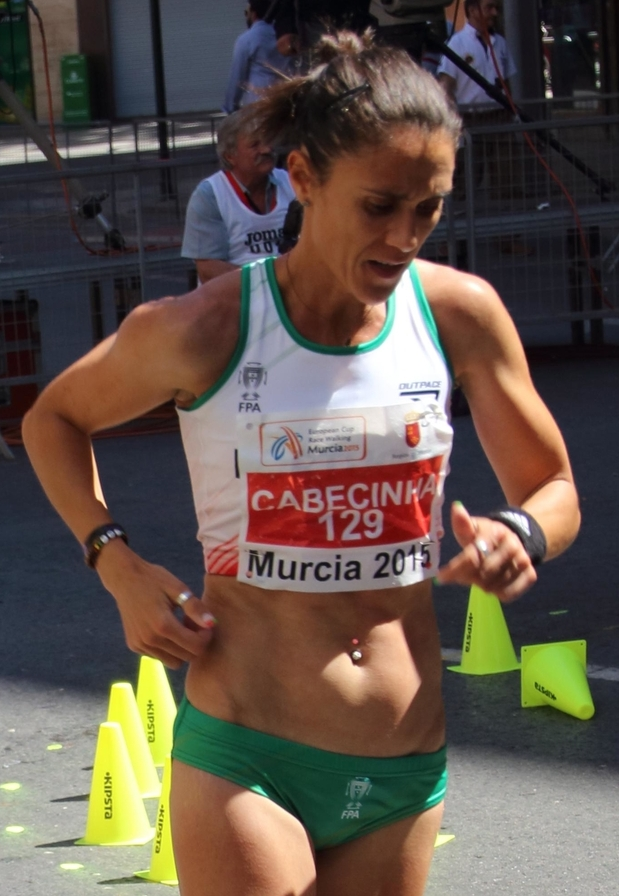
Ana Cabecinha wurde Siebte

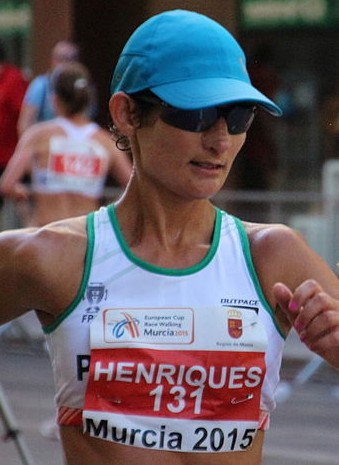
Inês Henriques (später sehr erfolgreich auf der 50-km-Distanz) erreichte Platz acht
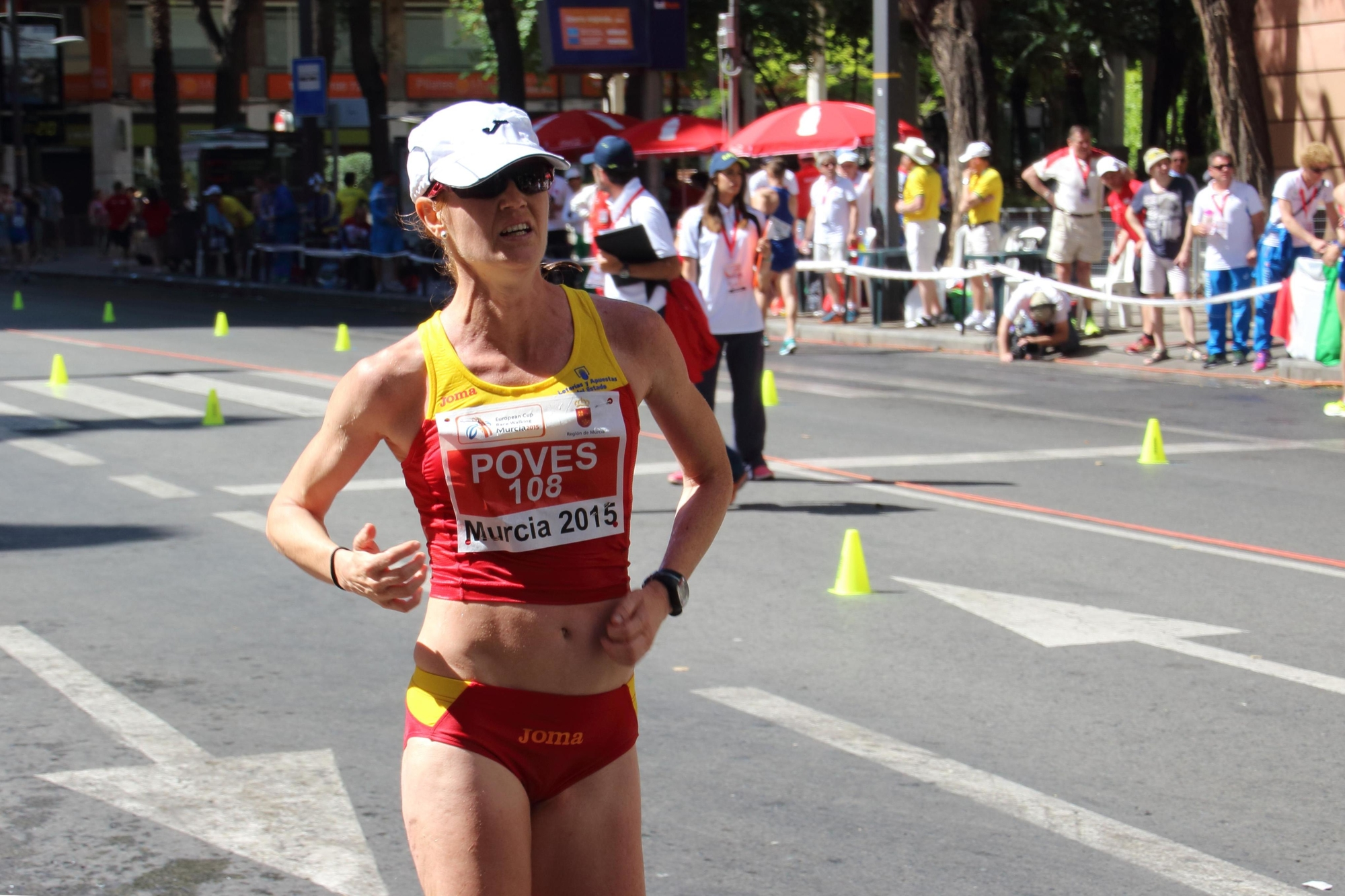
María José Poves – Platz zehn
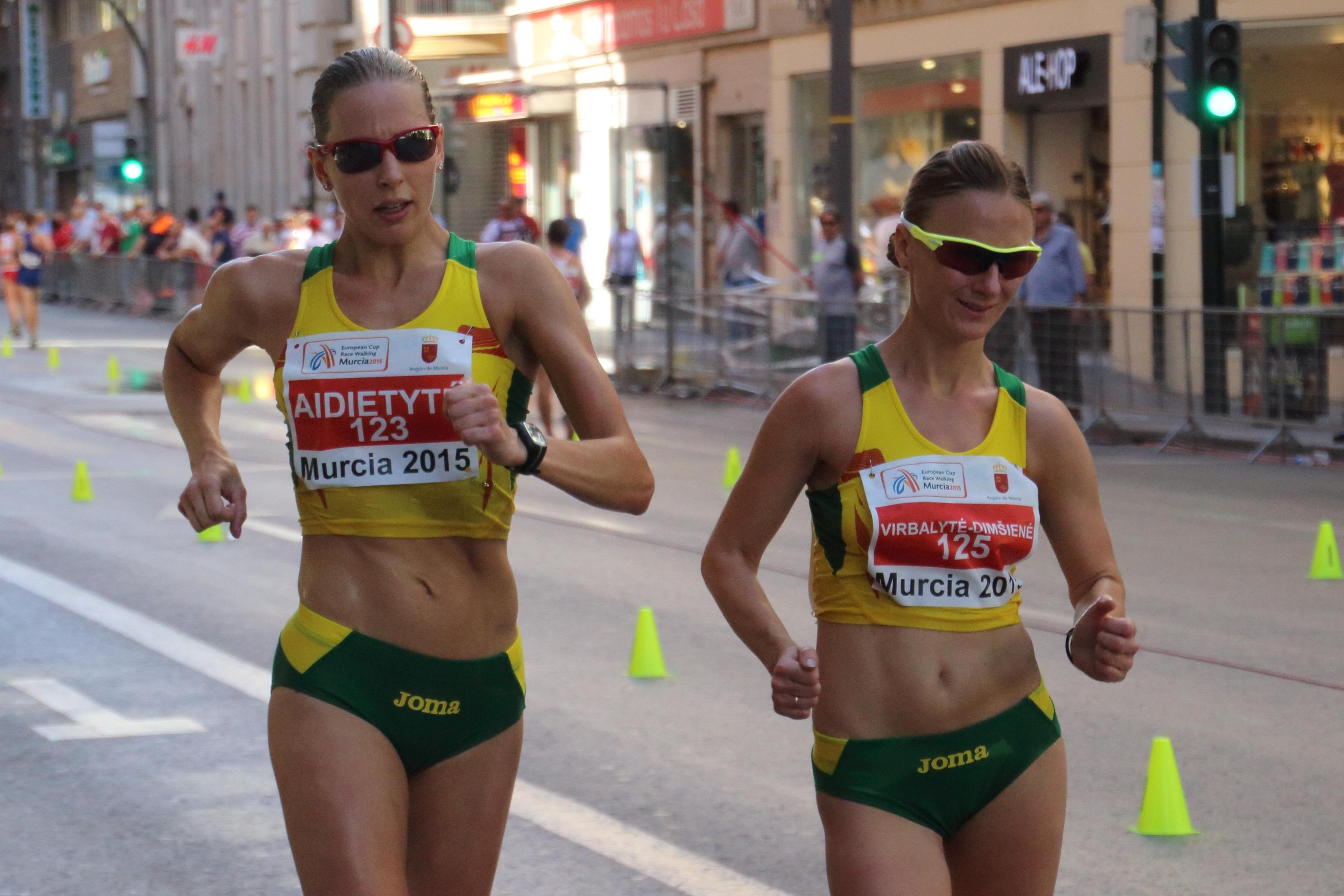
Brigita Virbalytė-Dimšienė (rechts) – Platz zwölf

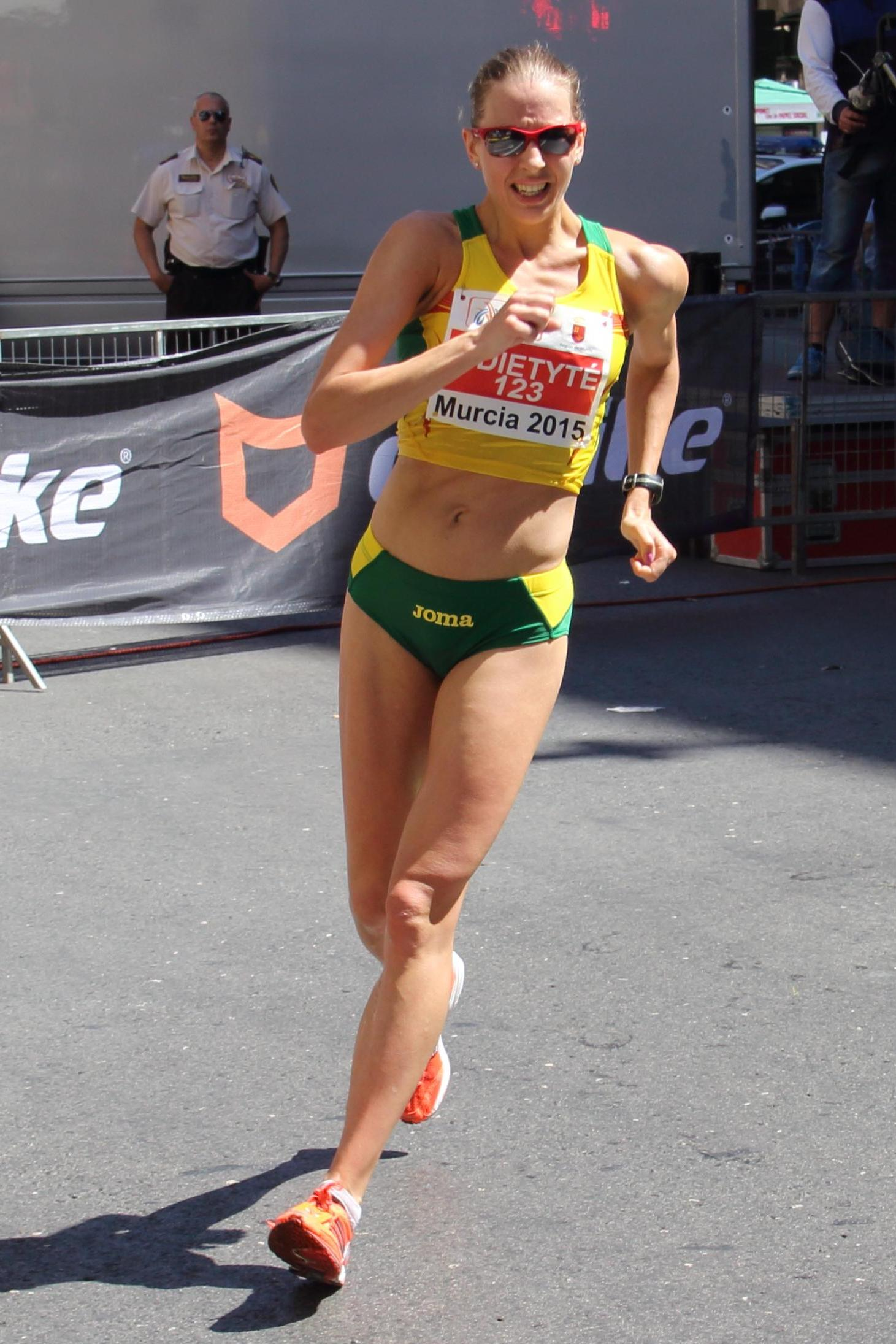
Neringa Aidietytė – Platz vierzehn
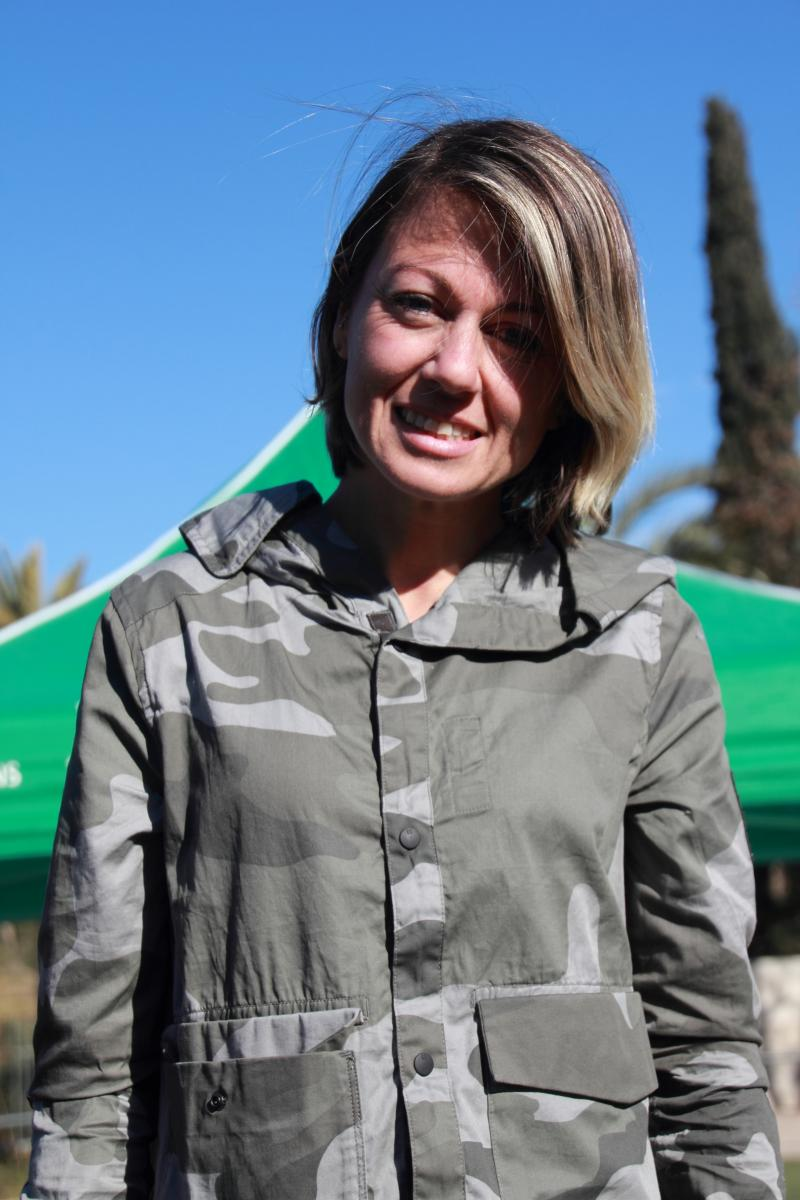
María Vasco – nicht im Ziel
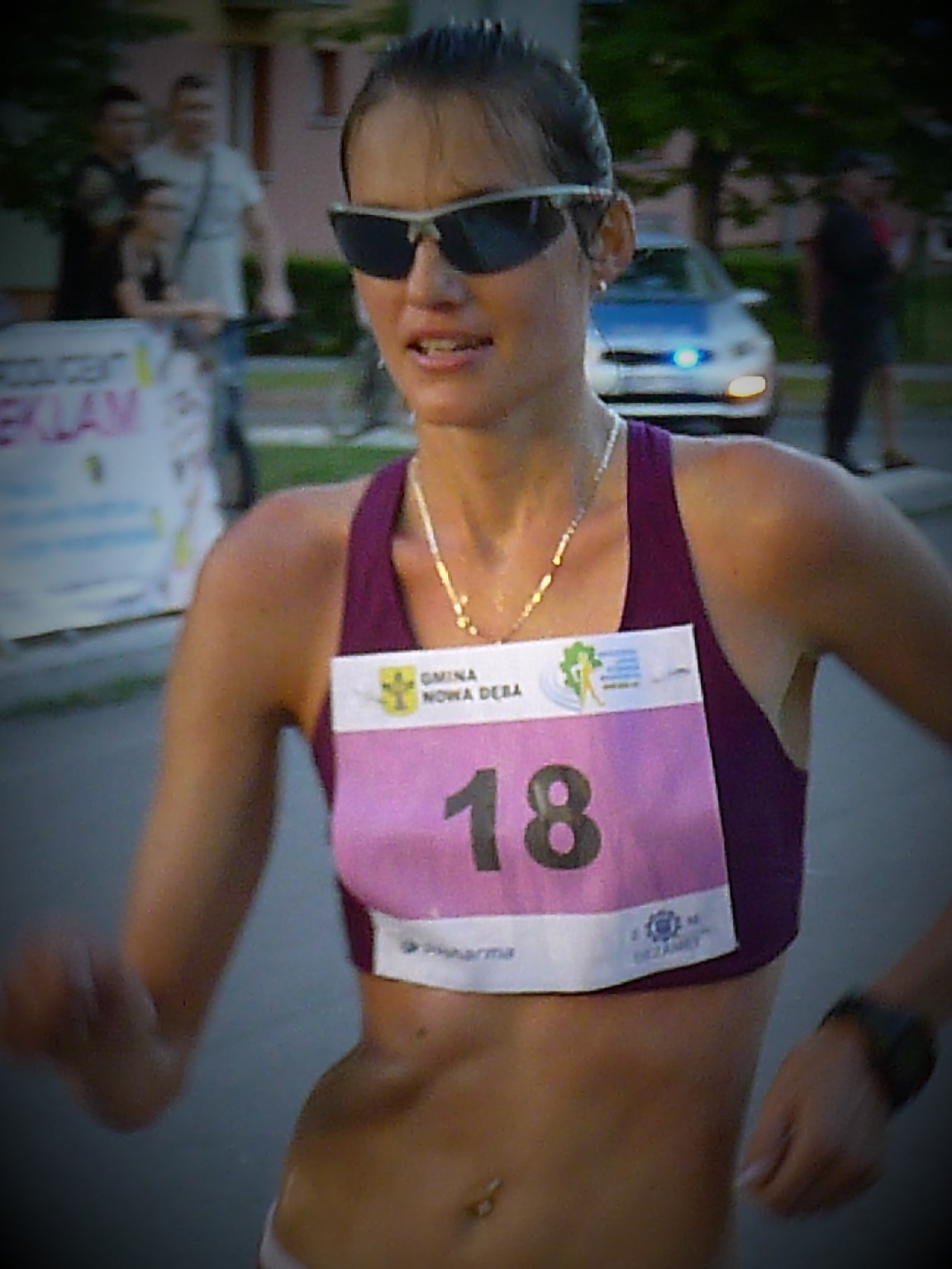
Paulina Buziak – disqualifiziert
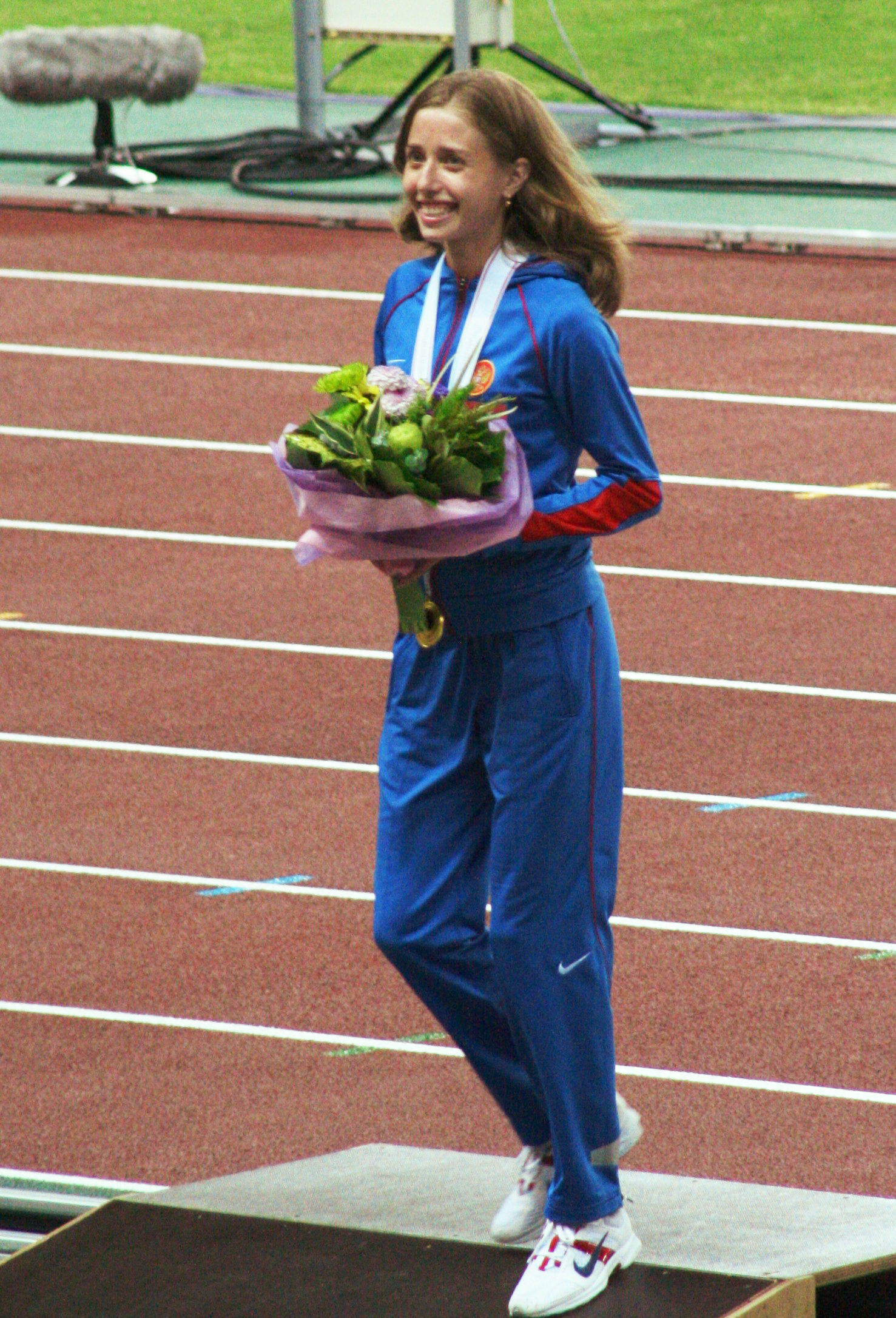
Olga Kaniskina (hier als Weltmeisterin zwei Jahre zuvor) wurde des Dopingmissbrauchs überführt, ihre Resultate wurden annulliert